# Bauke Mollema
Bauke Mollema (Groningen, 26 november 1986) is een Nederlands wielrenner. Hij rijdt sinds 2015 voor de Amerikaanse ploeg die sinds 2023 Lidl-Trek heet.

## Biografie

### Het begin
Bauke Mollema groeide op in Zuidhorn. Zijn wielrentalent werd ontdekt door een lid van een wielerclub dat zag hoe hard hij als middelbare scholier van huis naar school reed (13 km).  Hij haalde zijn propedeuse aan de Rijksuniversiteit Groningen als student economie, maar richt zich sindsdien volledig op zijn carrière als profwielrenner. Hij woont samen met zijn vriendin in Monaco en heeft met haar een dochter en twee zonen.
Mollema's wielercarrière begon op 1 augustus 2006, toen hij als stagiair aan de slag kon bij Team Löwik Meubelen. Al aan het eind van het jaar verkaste hij naar het Development Team van Rabobank. Mollema won in zijn eerste jaar al direct een etappe in en het eindklassement van het Circuito Montañés, waarmee hij zijn landgenoot Robert Gesink opvolgde als eindwinnaar. Ook was hij de sterkste in de Ronde van de Toekomst, waar hij het eindklassement won.

### 2008
In 2008 kwam Bauke Mollema onder contract te staan bij Rabobank. Hij werd steeds vaker in één adem met Robert Gesink genoemd.
Mollema maakte zijn ProTour-debuut in de Ronde van Romandië, waar hij na het wegvallen van kopman Thomas Dekker als luxeknecht van Denis Mensjov voor eigen kansen leek te mogen gaan, tot een val, waarbij hij een breuk opliep, roet in het eten gooide. Mollema stond enkele weken aan de kant en kon pas in augustus, tijdens de Ronde van Burgos, weer met de beteren mee. Hij werd vijftiende, maar was op tijd in vorm om een heel sterke Ronde van Duitsland te rijden. Daar reed hij als 21-jarige een knap klassement, waarin hij zevende werd op 03'56" van de winnaar.

### 2009
In 2009 werd Mollema zestiende tijdens een sterk bezette Ronde van Californië. Het voorseizoen bracht voor Mollema echter niet het gewenste resultaat. In april 2009 bleek Mollema de ziekte van Pfeiffer (klierkoorts) onder de leden te hebben en hij kon hierdoor tot september geen wedstrijden meer rijden.

### 2010
In 2010 nam Mollema voor het eerst deel aan een grote ronde, namelijk de Ronde van Italië 2010 en werd door zijn ploeg als kopman aangesteld. In de eerste week verloor hij wat tijd in de waaieretappes in Nederland, maar in Italië kon hij goed mee met de favorieten tijdens het klimwerk. In het eindklassement behaalde hij een verdienstelijke twaalfde plek. Later in het seizoen wist Mollema de koninginnenrit in de Ronde van Polen 2010 te winnen en de derde plek in het eindklassement te bemachtigen.

### 2011
In het seizoen 2011 reed Mollema een relatief rustig voorseizoen om zich op deze manier optimaal voor te bereiden op de Ronde van Frankrijk. Hij werd negende in het algemeen klassement van Parijs-Nice, tiende in het algemeen klassement van de Ronde van Catalonië en tweede in het klassement van de Ronde van Castilië en Leon. In de voorjaarsklassiekers kon hij geen potten breken. Vlak voor de Ronde van Frankrijk reed Mollema de Ronde van Zwitserland, waar hij vijfde werd in het algemeen klassement. In de Ronde van Frankrijk lukt het hem niet, mede door ziekte, om een goed klassement te rijden. Wel won hij bijna de zeventiende etappe van de Ronde van Frankrijk, hij werd die etappe tweede achter Edvald Boasson Hagen die solo wegreed in Italië. Na de Ronde van Frankrijk reed hij de Ronde van Spanje. In de Ronde van Spanje was Bauke Mollema zeer goed op dreef. Na een vierde, derde en tweede plaats in een etappe met aankomst bergop lukt het hem om na de negende rit de rode leiderstrui te bemachtigen; voor het eerst sinds Max van Heeswijk in 2004. In de Ronde van Spanje 2015 wordt hij opgevolgd door Tom Dumoulin. Deze leiderstrui verliest hij een dag later weer in een tijdrit. Hij bleef echter goed presteren en stond na de laatste finish bergop, de zeventiende etappe, derde in het algemeen klassement. Daarnaast veroverde hij in de zeventiende etappe de groene trui van het puntenklassement. In de voorlaatste etappe wist hij zich in de sprint goed voorin te plaatsen waardoor hij op gelijke hoogte komt met Rodríguez, die op dat moment het puntenklassement aanvoerde. In de slotetappe naar Madrid behaalde Mollema een negende plaats in de massasprint, waarmee hij het puntenklassement in de Vuelta won en de nationale opvolger werd van Jan Janssen die hetzelfde presteerde in 1968. Bauke Mollema werd geselecteerd door de bondscoach van het Nederlands team om deel te nemen aan de wegwedstrijd van het wereldkampioenschap.
In het najaar werd hij tweede in de Ronde van Emilia. In de Ronde van Lombardije kon hij door materiaalpech niet mee strijden om de prijzen.
Op 28 november werd Bauke Mollema uitgeroepen tot 'Nederlands wielrenner van het jaar 2011' en hij ontving hiervoor de Gerrit Schulte Trofee.

### 2012
In de Ronde van Frankrijk van 2012 was Mollema met Gesink kopman van de Raboploeg. Mollema moest echter in de elfde etappe (net als de Nederlanders Westra en Ruijgh) afstappen na diverse valpartijen aan het einde van de eerste week. In dezelfde maand juli werd Mollema vader van een dochter. In de Ronde van Spanje wist Mollema zijn goede klassering van 2011 geen vervolg te geven: hij eindigde als 28e in het algemeen klassement. In de heuvelklassiekers presteerde Mollema zeer constant: hij behaalde een notering in de top tien van de Amstel Gold Race, de Waalse Pijl, Luik-Bastenaken-Luik, de Clásica San Sebastián en de Ronde van Lombardije.

### 2013
In juni 2013 pakte Mollema zijn eerste overwinning sinds 2010: hij won de tweede etappe van de Ronde van Zwitserland naar Crans-Montana. Ook werd hij tweede in de zevende etappe, derde in de slottijdrit en tweede in het eindklassement. Tijdens de Ronde van Frankrijk startte Mollema als kopman van Belkin. Na zestien etappes stond hij tweede in het algemeen klassement. Tijdens de zeventiende etappe, een individuele klimtijdrit, zakte hij naar de vierde plaats. Tijdens de achttiende rit op de Alpe d'Huez verloor hij ook tijd en zakte hij naar plaats zes. Deze positie wist hij uiteindelijk vast te houden. Tijdens de Ronde van Spanje won hij voor het eerst een etappe in een grote ronde door in Burgos tijdens de zeventiende etappe de sprinters voor te blijven.

### 2014
Mollema begon 2014 met top-10-klasseringen in de Amstel Gold Race en de Waalse Pijl. Bij de Ronde van Zwitserland werd hij derde. Het hoofddoel van 2014 was de Ronde van Frankrijk. Na in de Alpen wat weg te zakken wist hij in de Pyreneeënritten wat plaatsen te pakken. Door een slechte uitslag in de afsluitende tijdrit verloor hij echter een aantal plaatsen, waardoor hij uiteindelijk tiende werd. Na de Ronde van Frankrijk behaalde Mollema zijn eerste podiumplek in een klassieker, de Clásica San Sebastián. Op 5 augustus werd, na een periode van geruchten, duidelijk dat Mollema de overstap naar Trek Factory Racing zou maken.

### 2015
In 2015, zijn eerste jaar in dienst van Trek Factory Racing, reed Mollema een sterke Tirreno-Adriatico. Hij eindigde in het eindklassement als tweede, op achttien seconden van winnaar Nairo Quintana. De voorjaarsklassiekers leverden voor Mollema geen aansprekende uitslagen op. In de Ronde van Frankrijk fungeerde Mollema als kopman van Trek. Hij eindigde als zevende in het eindklassement.
In september 2015 won hij de Ronde van Alberta.

### 2016
In 2016 leek Mollema lange tijd kans te maken op een podiumplek in de Ronde van Frankrijk. Drie dagen voor het einde van de Tour stond hij nog tweede in het algemeen klassement, achter Chris Froome. In de negentiende etappe kwam Mollema echter ten val in de natte afdaling van de Montée de Bisanne. Door deze val en door vermoeidheid verloor hij vier minuten op de concurrentie en zakte hij naar de elfde plaats in het algemeen klassement. Desondanks oogstte Mollema, vooral dankzij zijn aanvallende koersstijl, veel lof in Nederland.
Een week na afloop van de Tour won Mollema solo de Clásica San Sebastián. Vlak na de top van de slotklim reed Mollema weg uit een groep met Tony Gallopin, Alejandro Valverde en Joaquim Rodríguez. In de afdaling bouwde Mollema zijn voorsprong uit naar een handvol seconden, schommelend tussen de vijf en vijftien. Op de meet had hij zeventien seconden voorsprong. Na afloop beschreef Mollema deze overwinning als de mooiste uit mijn loopbaan.
In de wegwedstrijd op de Olympische Spelen in Rio de Janeiro werd Mollema zeventiende, op ruim drieënhalve minuut van winnaar Greg Van Avermaet.

### 2017
Het jaar 2017 begon voor Mollema met de eerste plaats in het eindklassement van de Ronde van San Juan in Argentinië. In mei werd hij 7e in het eindklassement van de Ronde van Italië. In de Ronde van Frankrijk was Mollema geen klassementsrenner maar knecht van Alberto Contador, toen duidelijk werd dat Contador geen rol meer van betekenis in het klassement had mocht hij voor eigen succes gaan en won hij na een solo van 30 kilometer de vijftiende etappe van Laissac naar Le Puy-en-Velay.

### 2020
Mollema moest na een valpartij in de 13e etappe van de Tour de France opgeven met een gebroken pols en spaakbeen. Bij de valpartij waren onder meer ook de Fransman Romain Bardet en de Colombiaan  Nairo Quintana betrokken. Op het moment van zijn opgave stond Mollema 13e in het algemeen klassement op een achterstand van 2'31" op de Sloveense gele truidrager Primoz Roglic.

### 2021
In aanloop naar het nieuwe seizoen liet Mollema meerdere keren weten dat hij er vanaf de start 'meteen wilde staan'. Die opzet slaagde, want hij won half februari de eerste etappe in de Ronde van de Alpes-Maritimes en de Var, door Greg van Avermaet voor te blijven. Ploeggenoot Gianluca Brambilla won de etappekoers uiteindelijk, mede dankzij afstoppend werk van Mollema, die zelf als derde eindigde. Begin maart was Mollema vervolgens de beste in de eendagskoers Trofeo Laigueglia. Egan Bernal werd daar tweede.
Tijdens de Tour de France boekte Bauke een overwinning na een solo van 42,7 kilometer. Dit is zijn tweede overwinning in de tour.

### 2022
In 2022 maakte Mollema zijn debuut op het Nederlands kampioenschap tijdrijden in Emmen en slaagde erin om de overwinning te pakken voor titelverdediger Tom Dumoulin.

## Palmares

### Overwinningen
2006
2e etappe Ronde van León
2007
6e etappe Circuito Montañés
Eindklassement Circuito Montañés
Eindklassement Ronde van de Toekomst
2010
6e etappe Ronde van Polen
2011
Combinatieklassement Ronde van Castilië en Leon
 Puntenklassement Ronde van Spanje
2013
2e etappe Ronde van Zwitserland
17e etappe Ronde van Spanje
2014
4e etappe Ronde van Noorwegen
2015
1e etappe Ronde van Alberta (ploegentijdrit)
Eindklassement Ronde van Alberta
Japan Cup
2016
Clásica San Sebastián
4e etappe Ronde van Alberta
2017
Eindklassement Ronde van San Juan
15e etappe Ronde van Frankrijk
2018
2e etappe Internationale Wielerweek
 Prijs van de strijdlust Ronde van Spanje
Grote Prijs Bruno Beghelli
2019
 Europees kampioenschap gemengde ploegenestafette
 Wereldkampioen gemengde ploegenestafette
Ronde van Lombardije
Japan Cup
2021
1e etappe Ronde van de Alpes-Maritimes en de Var
Puntenklassement Ronde van de Alpes-Maritimes en de Var
Trofeo Laigueglia
14e etappe Ronde van Frankrijk
2022
 Nederlands kampioenschap tijdrijden

### Belangrijkste ereplaatsen
2006
3e in Friedens und Freundschaftstour
2007
2e in 3e etappe Ronde van de Toekomst
2e in 7e etappe Ronde van de Toekomst
2e in 9e etappe Ronde van de Toekomst
3e in Ronde van de Ain
2008
7e in Ronde van Duitsland
2010
5e in Ruta del Sol
3e in jongerenklassement Ronde van Italië
3e in Ronde van Polen
3e in 3e etappe Ronde van Zwitserland
2011
2e in Ronde van Castilië en León
5e in Ronde van Zwitserland
2e in 17e etappe Ronde van Frankrijk
3e in 8e etappe Ronde van Spanje
2e in 9e etappe Ronde van Spanje
3e in 17e etappe Ronde van Spanje
Leiderstrui 9e etappe Ronde van Spanje
2e in Ronde van Emilia
2012
3e in Ronde van Baskenland
2013
3e in Ruta del Sol
2e in Ronde van Murcia
4e in eindklassement Internationaal Wegcriterium
2e in 7e etappe Ronde van Zwitserland
3e in slottijdrit Ronde van Zwitserland
2e in Ronde van Zwitserland
3e in 13e etappe Ronde van Frankrijk
6e in eindklassement Ronde van Frankrijk
3e in 13e etappe Ronde van Spanje
2014
3e in eindklassement Ronde van Noorwegen
3e in 8e etappe Ronde van Zwitserland
2e in 9e etappe Ronde van Zwitserland
3e in eindklassement Ronde van Zwitserland
10e in eindklassement Ronde van Frankrijk
2e in Clásica San Sebastián
2015
2e in Ronde van Murcia
2e in 4e etappe Tirreno-Adriatico
2e in eindklassement Tirreno-Adriatico
2e in 4e etappe Ronde van het Baskenland
7e in eindklassement Ronde van Frankrijk
2e in 3e en 4e etappe Ronde van Alberta
2016
2e in 5e etappe Ruta del Sol
3e in eindklassement Ruta del Sol
2e in eindklassement Ronde van Alberta
2017
3e in Clásica San Sebastián
2018
6e in de Waalse Pijl
7e in eindklassement Ronde van het Baskenland
2019
4e in eindklassement Ster van Bessèges
5e in eindklassement Ronde van Italië
2021
3e in eindklassement Ronde van de Alpes-Maritimes en de Var
2e in GP Industria & Artigianato

## Resultaten in voornaamste wedstrijden
| Jaar | Ronde van Italië | Ronde van Frankrijk | Ronde van Spanje |
| ---- | ---------------- | ------------------- | ---------------- |
| 2008 |                  |                     |                  |
| 2009 |                  |                     |                  |
| 2010 | 12e              |                     |                  |
| 2011 |                  | 69e                 | ↑                |
| 2012 |                  | opgave              | 28e              |
| 2013 |                  | 6e                  | 52e (1)          |
| 2014 |                  | 10e                 |                  |
| 2015 |                  | 7e                  |                  |
| 2016 |                  | 11e                 |                  |
| 2017 | 7e               | 17e (1)             |                  |
| 2018 |                  | 26e                 | 30e              |
| 2019 | 5e               | 28e                 |                  |
| 2020 |                  | opgave              |                  |
| 2021 | 28e              | 20e (1)             |                  |
| 2022 | 26e              | 25e                 |                  |
| 2023 | 50e              |                     | 79e              |
| 2024 |                  |                     |                  |

| Jaar | Milaan-San Remo | Amstel Gold Race | Luik-Bast.‑Luik | Ronde van Lombardije | Waalse Pijl | Clásica San Sebastián | Strade Bianche |  | WK op de weg |  | Wereldranglijsten |
| ---- | --------------- | ---------------- | --------------- | -------------------- | ----------- | --------------------- | -------------- |  | ------------ |  | ----------------- |
| 2008 |                 |                  |                 |                      |             |                       |                |  |              |  | 67e (UPT)         |
| 2009 |                 |                  |                 | 70e                  |             |                       |                |  |              |  |                   |
| 2010 |                 |                  |                 | 13e                  | 70e         |                       |                |  |              |  | 52e (UWK)         |
| 2011 |                 |                  | 47e             | opgave               | 53e         |                       |                |  | 62e          |  | 22e (UWT)         |
| 2012 |                 | 10e              | 6e              | 7e                   | 7e          | 5e                    |                |  | 48e          |  | 18e (UWT)         |
| 2013 |                 | 10e              | 77e             |                      | 9e          | 9e                    |                |  | 11e          |  | 17e (UWT)         |
| 2014 | 37e             | 7e               | 15e             | 89e                  | 4e          | ↑                     |                |  | 18e          |  | 19e (UWT)         |
| 2015 |                 | 55e              | 35e             | 74e                  | 19e         | 6e                    |                |  | 69e          |  | 22e (UWT)         |
| 2016 |                 | 14e              | 9e              | 19e                  |             | ↑                     |                |  |              |  | 24e (UWT)         |
| 2017 |                 |                  |                 | 19e                  |             | ↑                     |                |  | 34e          |  | 17e (UWT)         |
| 2018 |                 | 35e              | 25e             | 64e                  | 6e          | ↑                     |                |  | 12e          |  | 69e (UWT)         |
| 2019 |                 | 12e              |                 | ↑                    | 6e          | 5e                    | 76e            |  | opgave       |  | 11e (UWR)         |
| 2020 |                 |                  |                 | 4e                   |             |                       |                |  |              |  | 102e (UWR)        |
| 2021 |                 | 64e              | 8e              | 20e                  | 11e         | 10e                   | 18e            |  | 29e          |  |                   |
| 2022 |                 |                  | 29e             | 7e                   | 21e         | 4e                    |                |  | 25e          |  |                   |
| 2023 |                 | 29e              | 29e             | 43e                  | 62e         | 50e                   |                |  |              |  |                   |
| 2024 |                 | 7e               | 13e             | 12e                  | 35e         |                       |                |  | 12e          |  |                   |

### Resultaten in kleinere rondes
| Jaar | Tour Down Under | Parijs-Nice | Tirreno-Adriatico | Ronde van Catalonië | Ronde van het Baskenland | Ronde van Romandië | Critérium du Dauphiné | Ronde van Zwitserland | Ronde van Polen | Eneco Tour |
| ---- | --------------- | ----------- | ----------------- | ------------------- | ------------------------ | ------------------ | --------------------- | --------------------- | --------------- | ---------- |
| 2008 |                 |             |                   |                     |                          | opgave             |                       |                       | opgave          |            |
| 2009 |                 |             |                   |                     | opgave                   |                    |                       |                       |                 |            |
| 2010 |                 |             |                   |                     | 98e                      | 39e                |                       | 30e                   | ↑ (1)           |            |
| 2011 |                 | 9e          |                   | 9e                  |                          |                    |                       | 5e                    |                 |            |
| 2012 |                 | opgave      |                   |                     | ↑                        | 17e                |                       | 33e                   |                 |            |
| 2013 |                 |             | 21e               |                     |                          |                    |                       | ↑ (1)                 |                 |            |
| 2014 |                 |             | 22e               |                     | 28e                      |                    |                       | ↑                     |                 | opgave     |
| 2015 |                 |             | ↑                 |                     | opgave                   |                    | 60e                   |                       |                 |            |
| 2016 |                 |             | 9e                |                     | 18e                      | 9e                 | opgave                |                       |                 |            |
| 2017 |                 |             | 9e                | opgave              |                          |                    |                       |                       |                 |            |
| 2018 |                 | 30e         |                   |                     | 7e                       |                    |                       | 12e                   |                 |            |
| 2019 |                 |             |                   |                     | 21e                      |                    |                       |                       |                 |            |
| 2020 |                 |             |                   |                     |                          |                    |                       |                       |                 |            |
| 2021 |                 |             |                   |                     |                          |                    |                       |                       |                 |            |
| 2022 |                 |             |                   |                     |                          |                    |                       |                       |                 |            |
| 2023 |                 |             |                   |                     |                          |                    |                       |                       |                 |            |
| 2024 | 15e             |             |                   | 75 e                | 27e                      |                    |                       | opgave                |                 |            |

(*) tussen haakjes aantal individuele etappe-overwinningen

## Ploegen
- 2006 –  Team Löwik Meubelen (stagiair vanaf 1-8)
- 2007 –  Rabobank Continental Team
- 2008 –  Rabobank
- 2009 –  Rabobank
- 2010 –  Rabobank
- 2011 –  Rabobank Cycling Team
- 2012 –  Rabobank Cycling Team
- 2013 –  Belkin-Pro Cycling Team [a]
- 2014 –  Belkin-Pro Cycling Team
- 2015 –  Trek Factory Racing
- 2016 –  Trek-Segafredo
- 2017 –  Trek-Segafredo
- 2018 –  Trek-Segafredo
- 2019 –  Trek-Segafredo
- 2020 –  Trek-Segafredo
- 2021 –  Trek-Segafredo
- 2022 –  Trek-Segafredo
- 2023 –  Trek-Segafredo
- 2024 –  Lidl-Trek
- 2025 –  Lidl-Trek

Wielerploegen van Bauke Mollema
Aernouts ·
Berkhout ·
de Baat ·
Boom ·
van Dulmen ·
van Emden ·
Groenendaal · 
Keizer ·
de Knegt ·
Kruijswijk ·
Leezer ·
Maaskant ·
Mollema ·
Nys ·
Popov ·
Rabou ·
Ruijgh ·
van Poppel ·
van der Velde ·
Veelers ·
Vermeltfoort ·
van Winden
Ardila ·
Boven (tot 16/04) ·
Brown ·
ten Dam ·
Dekker (tot 14/08) ·
Elijzen ·
Eltink ·
Flecha ·
Flens ·
Freire · 
Gesink ·
de Groot ·
Hayman · 
Horrillo ·
Kozontsjoek ·
Langeveld ·
Leezer ·
Löwik ·
de Maar ·
Martens ·
Mensjov ·
Moerenhout ·
Mollema ·
Niermann ·
Posthuma ·
Reus ·
Tankink ·
Walker ·
Weening ·
van Emden (stagiair) 
Ardila ·
Boom ·
Brown ·
Clement ·
ten Dam ·
van Emden ·
Flecha ·
Flens ·
Freire · 
Gárate ·
Gesink ·
de Groot ·
Hayman · 
Horrillo ·
Kozontsjoek ·
Langeveld ·
Leezer ·
de Maar ·
Martens ·
Mensjov ·
Moerenhout ·
Mollema ·
Niermann ·
Nuyens ·
Posthuma ·
Reus ·
Stamsnijder ·
Tankink ·
Tjallingii ·
Weening
Ardila ·
Boom ·
Brown ·
Clement ·
ten Dam ·
van Emden ·
Flens ·
Freire · 
Gárate ·
Gesink ·
Kozontsjoek ·
Kruijswijk ·
Langeveld ·
Leezer ·
Martens ·
Mensjov ·
Moerenhout ·
Mollema ·
Niermann ·
Nuyens ·
Posthuma ·
Reus (tot 31/08) ·
Stamsnijder ·
Tankink ·
Tjallingii ·
Weening ·
van Winden · 
Bol (stagiair)
Barredo ·
Boom ·
Bos ·
Breschel ·
Brown ·
Clement ·
ten Dam ·
van Emden ·
Flens ·
Freire · 
Gárate ·
Gesink ·
Kruijswijk ·
Langeveld ·
Leezer ·
Martens ·
Matthews ·
Mollema ·
Niermann ·
Sánchez ·
Slagter ·
Tankink ·
Tjallingii ·
Vermeltfoort ·
Weening ·
van Winden · 
Wynants ·
Goos (stagiair)
Barredo ·
Bol · 
Boom ·
Bos ·
Breschel ·
Brown ·
Clement ·
ten Dam ·
van Emden ·
Flens ·
Gárate ·
Gesink ·
Kelderman ·
Kruijswijk ·
Leezer ·
Martens ·
Matthews ·
Mollema ·
Niermann ·
Renshaw ·
Sánchez ·
Slagter ·
Tankink ·
Tjallingii ·
Vermeltfoort ·
van Winden · 
Wynants ·
Goos (stagiair)
Bobridge · 
Bol · 
Boom ·  
Bos · 
Brown · 
Clement · 
Flens · 
Gárate · 
Gesink · 
Goos ·  
Hofland · 
Kelderman · 
Kruijswijk · 
Leezer · 
Martens · 
Mollema · 
Nordhaug · 
Renshaw ·
Tankink · 
Tanner · 
ten Dam · 
Tjallingii ·  
van Emden · 
van Winden · 
Vanmarcke · 
Wagner · 
Wynants · 
Slik (stagiair)
Bobridge · Bol · Boom ·  Bos · Brown · Clement · Flens · Gárate · Gesink · Goos · Hivert · Hofland · Keizer · Kelderman · Kruijswijk · Leezer · Markus · Martens · Mollema · Nordhaug · Tankink · Tanner · ten Dam · Tjallingii · van der Lijke · van Emden · van Winden · Vanmarcke · Wagner · Wynants · Tusveld (stagiair)
Alafaci · Arredondo · Beppu · Busche · Cancellara · Coledan · Devolder · Didier · Felline · Irizar · Jungels · McConnell · Mollema · Nizzolo · Popovytsj · B.van Poppel · D.van Poppel · Rast · Roulston · Schleck · Sergent · Silvestre · Steegmans · Stuyven · Vandewalle · Watson · Zoidl · Zubeldia · Basso (stagiair) · Bernard (stagiair) · Rekita (stagiair)
Alafaci · Arredondo · Beppu · Bernard · Bobridge · Bonifazio · Cancellara   · Coledan · Devolder · Didier · Felline · Hesjedal · Irizar · Mollema · Nizzolo · Popovytsj · van Poppel · Rast · Reijnen · Schleck · Stetina · Stuyven · Theuns · Zoidl · Zubeldia · Allegaert (stagiair) · Mosca (stagiair)
Alafaci · Beppu · Bernard · Brändle · Cardoso · Coledan · Contador · Daniel · Degenkolb · Didier · Felline · Gogl · Guerreiro · Hernández · Irizar · de Kort · Mollema · Nizzolo · Pantano · Pedersen · van Poppel · Rast · Reijnen · Stetina · Stuyven · Theuns · Zubeldia · Conci (stagiair) · Moschetti (stagiair) · Toovey (stagiair)
Alafaci · Beppu · Bernard · Brambilla · Brändle · Conci · Daniel · Degenkolb · Didier · Eg · Felline · Frame · Gogl · Grmay · Guerreiro · Irizar · de Kort · Mollema · Mullen · Nizzolo · Pantano · Pedersen · van Poppel · Rast · Reijnen · Skujiņš · Stetina · Stuyven
Beppu · Bernard · Brambilla · Ciccone · Clarke · Conci · Degenkolb · Eg · Felline · Frame · Gogl · Irizar (actief t/m 3 augustus) · Kirsch · de Kort · Mollema · Mosca (vanaf 1 augustus) · Moschetti · Mullen · Pantano · Pedersen  · Porte · Reijnen · Skujiņš · Stetina · Stuyven · Theuns · Debeaumarché (stagiair) · López (stagiair) · Quarterman (stagiair)
Bernard · Brambilla · Ciccone · Clarke · Conci · De Kort · Eg · Elissonde · Kamp · Kirsch · Liepiņš · López · Mollema · Mosca · Moschetti · Mullen · A. Nibali · V. Nibali · Pedersen  · Porte · Quarterman · Reijnen · Ries · Simmons · Skujiņš · Stuyven · Theuns · Weening (vanaf 5 juni) · Fancellu (stagiair) · Skjelmose Jensen (stagiair) · Tiberi (stagiair)
Bernard · Brambilla · Ciccone · Conci · Eg · Egholm · Elissonde · Gebreigzabhier · Kamp · Kirsch · De Kort  · Liepiņš · López · Mollema · Mosca · Moschetti · Mullen · A. Nibali · V. Nibali · Pedersen · Quarterman · Reijnen · Ries · Simmons · Skjelmose Jensen · Skujiņš · Stuyven · Theuns · Tiberi · Baroncini (stagiair) · Hellemose (stagiair) · Hoole (stagiair)
Aberasturi · Baroncini · Bernard · Brambilla · Brustenga · Cataldo · Ciccone · Egholm · Elissonde · Gallopin · Gebreigzabhier· Hellemose · Hoelgaard · Hoole · Kamp · Kirsch · Liepiņš · López · Mollema · Mosca · Moschetti · Pedersen · Pellaud · Simmons · Skjelmose Jensen · Skujiņš · Stuyven · Theuns · Tiberi · Tolhoek · Vergaerde · Nys (stagiair) · Vacek (stagiair)
Aberasturi · Baroncini · Bernard · Brustenga · Cataldo · Ciccone · Elissonde · Gallopin · Gebreigzabhier · Hellemose · Hoelgaard · Hoole · Kirsch · Liepiņš · López · Mollema · Mosca · Nys · Mad.Pedersen · Simmons · Skjelmose · Skujiņš · Stuyven · Tesfatsion · Theuns · Tiberi (tot 28/4) · Tolhoek · Vacek · Vergaerde · Aebersold (stagiair) · Mar.Pedersen (stagiair) · Teutenberg (stagiair)
Bagioli · Bernard · Cataldo · Ciccone · Consonni · Declercq · Felline · Geoghegan Hart · Ghebreigzabhier · Gibbons · Hoole · Kirsch · Konrad · López · Milan · Mollema · Mosca · Nys · Oomen · Pedersen · Simmons · Skjelmose · Skujiņš · Stuyven · Tesfatsion · Theuns · Vacek · Vergaerde · Verona · Ronhaar (stagiair)